# Festival internazionale del cinema di San Sebastián
Il Festival internazionale del cinema di San Sebastián (denominazione ufficiale in spagnolo Festival Internacional de Cine de Donostia-San Sebastián, in euskera Donostiako Nazioarteko Zinemaldia) è uno dei più importanti festival cinematografici europei. Si tiene ogni anno, generalmente nel mese di settembre, nella città di San Sebastián, nei Paesi Baschi (Spagna), dal 1953.

## I premi
- Concha de Oro al miglior film (Conchiglia d'oro al miglior film)
- Concha de Plata al miglior regista (Conchiglia d'argento al miglior regista)
- Concha de Plata al miglior attore (Conchiglia d'argento al miglior attore)
- Concha de Plata alla migliore attrice (Conchiglia d'argento alla migliore attrice)
- Premio del Jurado a la mejor fotografía (Premio della giuria alla miglior fotografia)
- Premio del Jurado al mejor guión (Premio della giuria alla miglior sceneggiatura)
- Premio Donostia alla carriera